# Erich Uhlich

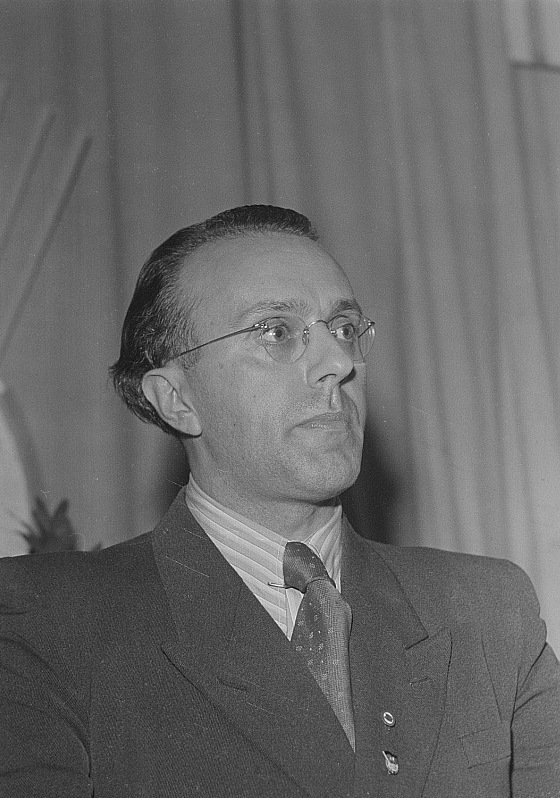
Uhlich 1951

Hans Erich Uhlich (* 13. Dezember 1915 in Rabenstein; † 13. März 2007 in Berlin) war ein deutscher Politiker (SED). Er war von 1951 bis 1959 Oberbürgermeister der Stadt Leipzig.

## Leben
Der Sohn eines Handschuhmachers erlernte nach Abschluss der Volksschule von 1930 bis 1934 den Beruf eines Buchdruckers. Anschließend war er im Beruf tätig. Ab 1930 war er Mitglied der SAJ und des Buchdruckerverbandes. Während des Zweiten Weltkrieges leistete er Kriegsdienst in der Wehrmacht. 
1945 trat er der neu gegründeten SPD bei und wurde stellvertretender Bürgermeister in seiner Heimatgemeinde Rabenstein bei Chemnitz. 1947 wechselte er an die Kreisleitung der SED in Chemnitz, wo er als kommunalpolitischer Mitarbeiter tätig war. Nach dem Besuch der Parteihochschule fungierte Uhlich von Dezember 1948 bis Oktober 1951 als Erster Sekretär der SED-Kreisleitung Chemnitz (Nachfolger von Horst Sindermann) und war 1950/1951 Stadtverordneter. Von 1948 bis 1952 war er zudem Mitglied der SED-Landesleitung Sachsen.
Am 10. Oktober 1951 wurde Uhlich zum Oberbürgermeister der Stadt Leipzig gewählt. In seine Amtszeit fielen der Aufstieg Leipzigs zur Bezirksstadt (1952), die Ereignisse des 17. Juni 1953 sowie der Bau und die Eröffnung des Zentralstadions (1956).
Am 5. Dezember 1959 wurde Uhlich vom Amt des Oberbürgermeisters entbunden. Als Oberbürgermeister gehörte er von 1951 bis 1955 dem Büro der SED-Stadtleitung an. Von 1952 bis 1960 war er zudem Mitglied der SED-Bezirksleitung Leipzig. 
Von 1952 bis 1954 war er Abgeordneter des Bezirkstages Leipzig, von 1954 bis 1963 Abgeordneter der Volkskammer und dort Mitglied des Rechtsausschusses. Am 2. Juli 1960 wurde er zum Direktor des neugeschaffenen Instituts für Kommunalwirtschaft in Dresden berufen. Später lebte er als Veteran in Karl-Marx-Stadt und war Mitglied der Geschichtskommission der SED-Bezirksleitung Karl-Marx-Stadt.

## Auszeichnungen
- Verdienstmedaille der DDR
- 1966 Vaterländischer Verdienstorden in Bronze und 1985 in Gold